# Test match
Cet article concerne le rugby. Pour les test-matchs de cricket, voir Test cricket.

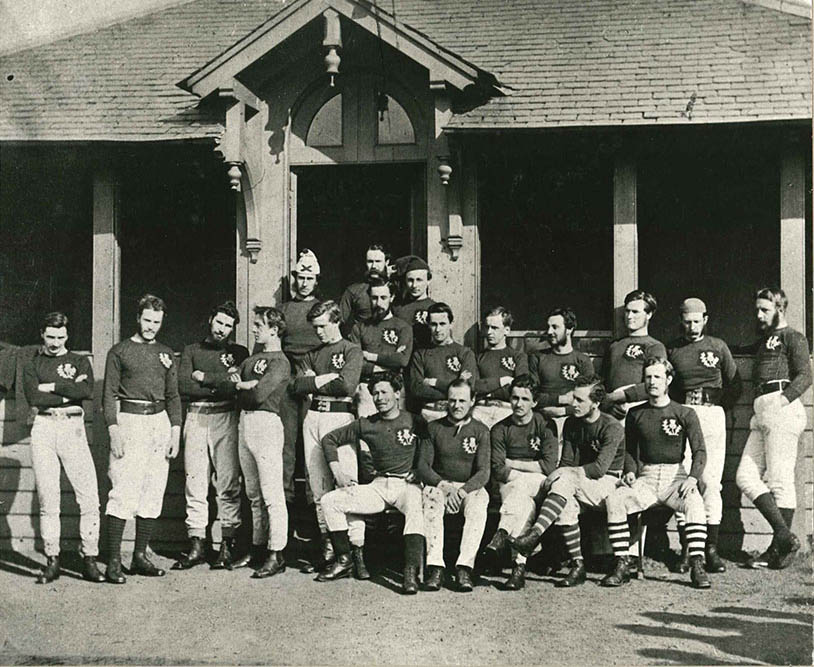
Équipe d’Écosse de rugby à XV pour le premier match international contre l'Angleterre en 1871 à Édimbourg.

Un test match (terme provenant de l'anglais) désigne dans les milieux du rugby à XV et du rugby à XIII une rencontre internationale entre deux équipes.

## Au rugby à XV
En rugby à XV, un test match (mot anglais)[Quoi ?] désigne une rencontre entre deux équipes nationales en dehors de toute compétition officielle (Coupe du monde, Tournoi, Tri-nations ou Rugby Championship). 
Avant la mise en place de la Coupe du monde en 1987, la grande majorité des matches entre sélections nationales — à l'exception des équipes européennes du Tournoi des Cinq Nations — se disputaient en dehors de compétitions officielles ; ils se sont vu attribuer le nom de test (comme dans test for strength).
Les statistiques des équipes internationales font généralement la différence entre les test matches et l'ensemble des parties disputées, car certaines équipes jouent de nombreux matches contre des sélections locales (clubs, provinces).
Un match contre une nation mineure peut ne pas être considéré comme un test-match : Angleterre A - Canada aujourd'hui, ou dans les décennies 1960-1970, Nouvelle-Zélande - Argentine, XV écossais - Italie dans les années. À l'opposé, les matches contre certaines équipes supra-nationales tels que les Lions britanniques et irlandais ou le XV mondial sont souvent considérés comme des test-matchs.
Traditionnellement, deux périodes dans l'année sont dédiées aux test matchs, qui rentrent dans le cadre de tournées : en novembre, où les équipes de l'hémisphère nord (équipes du Tournoi des Six Nations) reçoivent les équipes de l'hémisphère sud (équipes du Rugby Championship et Tri-nations du Pacifique) et en juillet (anciennement juin) où les rôles sont inversés. Durant cette dernière, les trois nations du Pacifique ne reçoivent pas les équipes européennes en raison de leur participation à la Pacific Nations Cup.

## Au rugby à XIII
En rugby à XIII le terme de test match désigne les rencontres internationales officielles. Ce terme s'applique notamment lors des Tournées des équipes de Grande-Bretagne ou de France en Australie ou Nouvelle-Zélande, et inversement. Lors de ces tournées, seuls les matches entre équipes nationales sont des tests, à la différence des matches intermédiaires contre des clubs ou des sélections régionales. Il s'applique aussi aux matches annuels entre Français et Britanniques, ou entre Australiens et Néo-Zélandais. Il peut s'appliquer parfois, sous contrôle de la fédération internationale (RLIF) aux matches concernant les nations dites « mineures » (Papouasie-Nouvelle-Guinée, Afrique du Sud, USA, Îles du Pacifique...)
Il ne s'applique pas aux matches disputés en Coupe du monde ou d'Europe, mais comme pour eux un test match compte pour une sélection officielle en équipe nationale (Cape).